# Ágatha Bednarczuk
Ágatha Bednarczuk Rippel (Curitiba, 22 de junio de 1983) es una jugadora de voleibol de playa brasileña que en 2011 fue medallista de bronce en la Universidad en China y participó en ediciones de los Campeonatos del Mundo en los años 2005, 2013 y 2015, siendo campeona de la primera vez en la edición de 2015, en la que fue nombrada mejor jugadora de la competición. También en 2015, ganó el bronce en las finales del World Tour en Fort Lauderdale y el título de la temporada del World Tour. Al año siguiente, se convirtió en medallista olímpica.

## Carrera profesional
Descendiente de polacos, su padre representaba a la escuadra de voleibol de la policía militar y su tía Giselle, que era jugadora profesional, la alentaron mucho y comenzó a practicar este deporte en 1992 en la ciudad de Paranaguá; e integró los equipos juveniles de Londrina/Banestado y CAPaulistano.
En 2001, inició su carrera en el voleibol de playa en Paranaguá junto a Shirley, luego compitió en otros torneos en esta ciudad con las jugadoras Cíntia y Sueli, con esta última atleta compitió en 2002 en la calificación para participar en la 11.ª etapa del Circuito Brasileño de Voleibol de Playa en Feira de Santana, pero no se clasificó.
En la temporada 2003 fue medallista de bronce en la 1.ª Etapa del Circuito Paranaense de Voleibol de Playa en la ciudad de Paranaguá, cuando hizo equipo con Bruna Figueiredo con esta misma sociedad alcanzó el título 1.º Circuito Paranaense de Voleibol de Playa en la ciudad de Caiobá, además de jugar juntos en el Circuito Banco do Brasil en esta jornada.
A mediados de 2004 jugó junto a Andréa Teixeira en la etapa final del Circuito Banco do Brasil cuando ganaron el bronce en la etapa de Ipatinga.
En 2005, pidió formar dupla con la campeona olímpica Sandra Pires, y su carrera avanzó, alcanzaron el subcampeonato en las etapas Campinas y João Pessoa del Circuito Banco do Brasil este año y fue elegida Revelación del año. Junto a Sandra Pires, compitió en etapas del World Tour 2005, alcanzando el quinto puesto en los Open de Milán y Shanghái, el séptimo puesto en el Open de Salvador, el noveno puesto en el Grand Slam de Stavanger y el Open de Espinho, además del decimoséptimo puesto en el Gstaad Abierto y en el Campeonato Mundial de Voleibol de Playa celebrado en Berlín y el mejor resultado de la pareja fue el cuarto puesto en el Abierto de San Petersburgo.

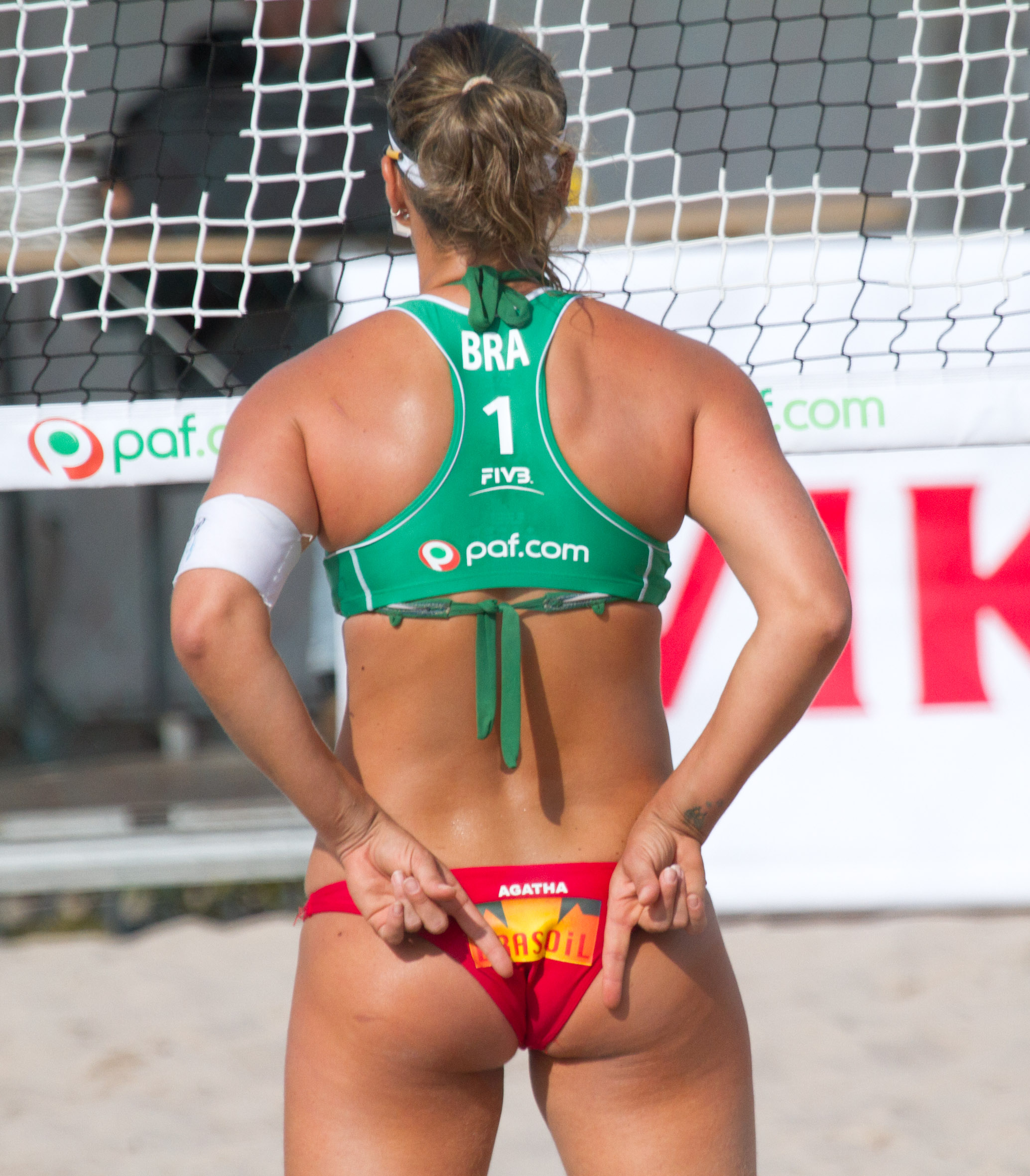
Ágatha señalando una jugada, en 2012.

En las siguientes rondas hizo equipo con Shaylyn Bedê, ganando el bronce en 2006 en las etapas de Curitiba, Porto Alegre, Campo Grande y João Pessoa válido para el Circuito Banco do Brasil 2006; con esta sociedad compitió en cinco etapas del World Tour y obtuvo la decimoséptima posición como mejor marca, esta la obtuvo en el Grand Slam de Gstaad.
Junto a Shaylyn compitió en las competencias del período 2007, alcanzando el subcampeonato en las etapas de Porto Alegre y Campo Grande del Circuito Banco do Brasil y el tercer lugar en las etapas de Vila Velha y Cabo Frío; disputó catorce etapas del Circuito Mundial, obteniendo el cuadragésimo primer lugar en los Abiertos de Shanghái y Santos, el decimoséptimo lugar en el Abierto de Seúl, el decimotercer lugar en los Abiertos de Montreal y Fortaleza y el séptimo lugar en el Abierto de Marsella.
En su tercera temporada jugando junto a Shaylyn, ganó el subcampeonato en la etapa de Camaçari y el bronce en las etapas de Xangri-lá y Fortaleza, para el Circuito Banco do Brasil de 2008; juntos compitieron en ocho etapas del Campeonato Mundial de 2008 Circuit., alcanzando la decimotercera posición en el Abierto de Osaka y el subcampeonato en el Abierto de Guarujá En 2009 fundó una ONG que utiliza el voleibol de playa y el fútbol playa como herramientas para la inclusión social de niños y jóvenes.
En la temporada 2009, cambió de pareja, jugó junto a Elize Maia y ganó el título de la etapa y Goiás, válido para el Circuito Estadual Banco do Brasil y en la misma temporada formó equipo con Fabí Aires, con Isabela Maio, no compitiendo en el World Tour.
En las competencias de 2010, hizo equipo con Raquel da Silva, obteniendo el bronce en la etapa Caxias do Sul del Circuito Banco do Brasil y alcanzó el título de la segunda etapa en Brasil del Circuito Sudamericano 2010-11, precisamente en la ciudad de Cabo do Santo Agostinho; y el Circuito Mundial, disputado en cinco etapas, obteniendo cuadragésimo primer lugar en los Open de Brasilia y Shanghái y subcampeón en la Etapa Satélite de Chipre, etapa también válida para el Circuito Europeo, organizado por el Challenger & Satellite European Confederación.

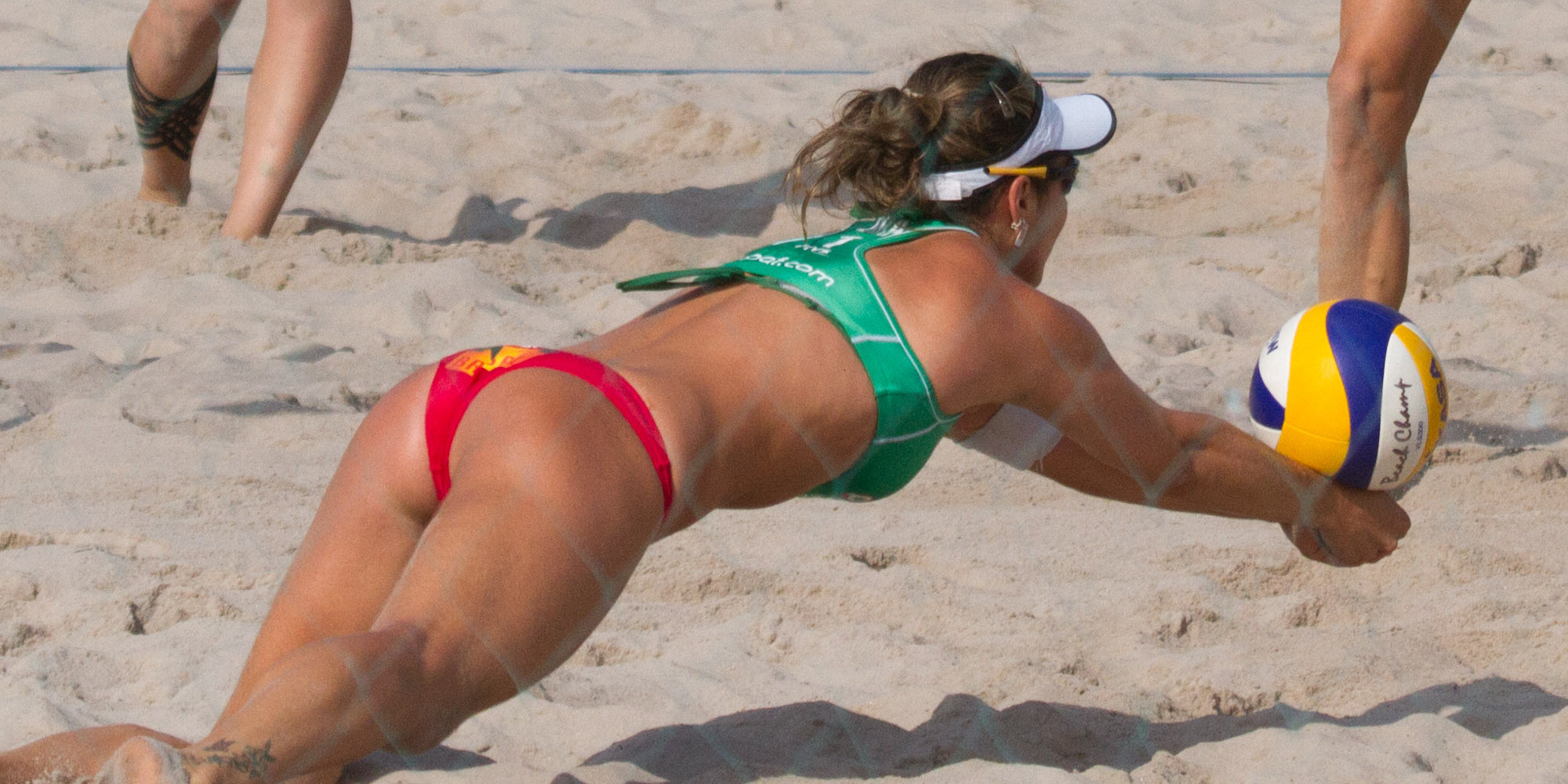
Ágatha realizando una jugada durante una competencia en 2012.

En la jornada deportiva de 2011, invita a Luiza Amélia a formar una nueva sociedad, quedando subcampeón en la etapa de Fortaleza del Circuito Banco do Brasil 2011 y bronce en la etapa João Pessoa. y no participó en ninguna etapa del World Tour También en 2011, jugó en el torneo de voleibol de playa en la Universiada de Verano en Shenzhen, China, junto a Elize Maia, ganando la medalla de bronce, terminando en quinto lugar.
En la temporada 2012 hizo equipo con Bárbara Seixas, logrando este año el título de la etapa chilena del Circuito Sudamericano 2011-12, en la ciudad de Viña del Mar, además del tercer puesto en la etapa Challenger de Aracaju del Circuito Banco do Brasil 2012 y subcampeón en la etapa Recife de este circuito; obteniendo en el período 2012-13 los títulos en las etapas de João Pessoa, Maceió y Brasilia y los subcampeonatos en las etapas de Cuiabá y Belo Horizonte, conquistando el título general del Circuito Nacional Banco do Brasil 2012-13. Con este equipo, compitió en nueve etapas del World Tour 2012, ubicándose en el cuadragésimo primero lugar en el Abierto de Brasilia, en el vigésimo quinto en el Abierto de Sanya, en el noveno en el Stare Jablonki Grand Slam y en el quinto lugar en el Abierto de Aland en el Grand Slam de Berlín y el Bangsaen Open, Tailandia, ganó el bronce.
Por opción del entonces entrenador Marcos Miranda, Selección Brasileña de Voleibol de Playa, la dupla con Bárbara tuvo que ser disuelta y pasó a competir con Maria Elisa Antonelli, y con esta atleta compitió en trece etapas del Circuito Mundial 2013, entre ellas el Campeonato Mundial, este realizado en Stare Jablonki, Polonia, en el que alcanzaron el decimoséptimo lugar. Terminó en las etapas antes mencionadas en el noveno lugar en los Grand Slams de Roma y Berlín, quinto en el Abierto de Fuzhou en los Grand Slams de Shanghái, La Haya, Gstaad, Long Beach, Moscú y Xiamen, también obtuvo el cuarto lugar en el Phuket. Abierto, Tailandia, bronce en el Grand Slam de São Paulo y fue subcampeona en el Grand Slam de Corrientes.
El 23 de marzo de 2013 se casó con el preparador físico Renan Rippel en la ciudad de Morretes, Paraná; este es su preparador físico desde 2010. Reanudó el dúo con Bárbara Seixas en el período siguiente, conquistando los títulos válidos para el Circuito Banco do Brasil 2013-14 en las etapas de Guarujá, São Luís y João Pessoa, quedando subcampeón en las etapas de São José y Maceió y tercero en las etapas de Vitória, Río de Janeiro y Natal, logros que le valieron el segundo campeonato general del Circuito Nacional Banco do Brasil, siendo premiado como el atleta con el Mejor Levantamiento de la temporada 2013-14.

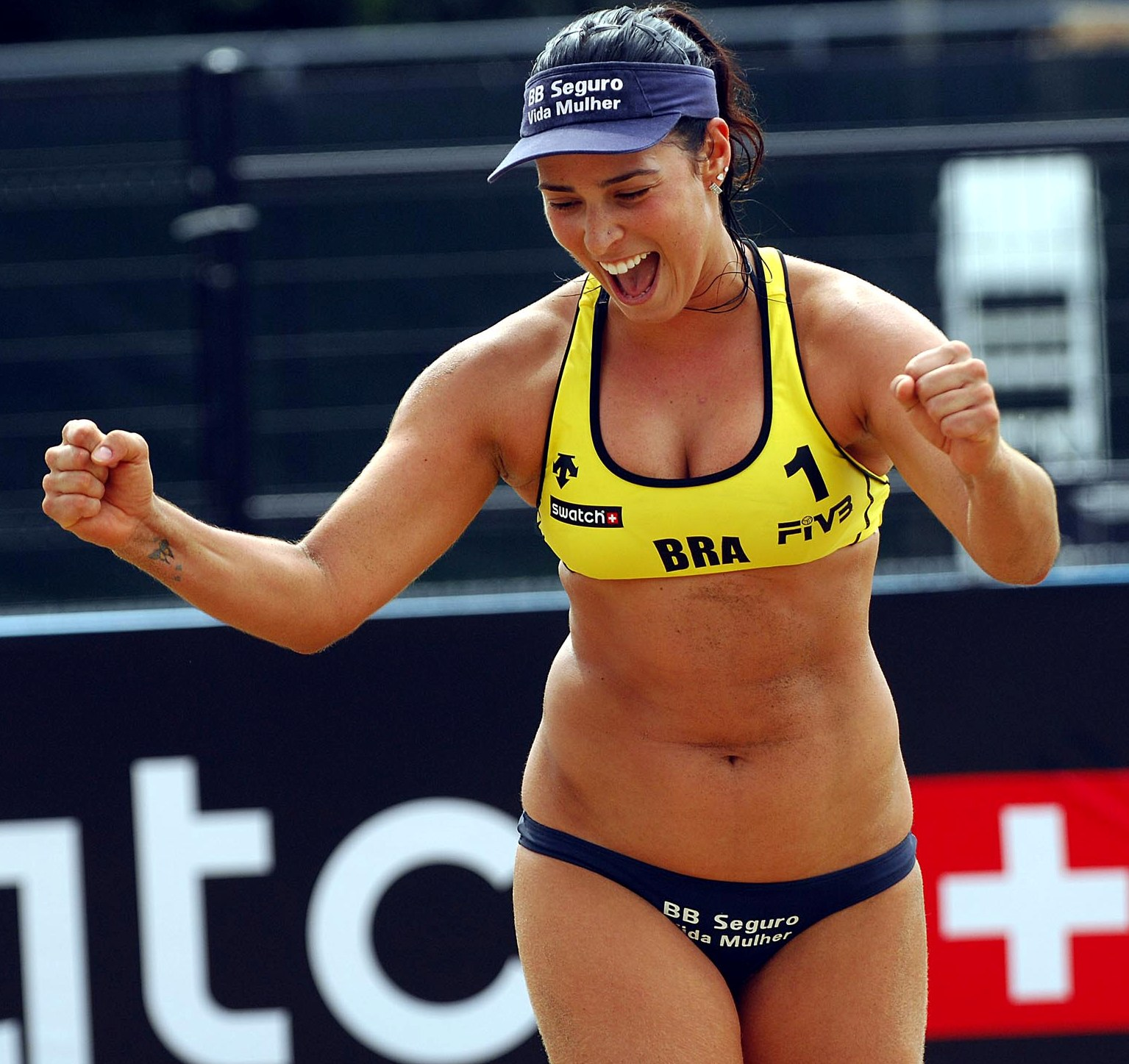
Ágatha durante el Circuito Mundial de Voleibol de Playa de 2014.

Nuevamente al lado de Bárbara, compitió en etapas del World Tour en 2014, alcanzando el vigésimo quinto puesto en el Grand Slam de São Paulo, el noveno puesto en el Open de Fuzhou, lo mismo ocurrió en el Grand Slam de Moscú; y también ocupó el quinto lugar en los Grand Slams de Berlín, Stavanger, Gstaad, La Haya y Stare Jablonki, medallas de bronce en los Grand Slams de Klagenfurt y Shanghái, y también ganó plata en el Grand Slam de Long Beach y oro en el Abierto de Puerto Vallarta. Para el Circuito Brasileño, obtuvo el subcampeonato en las etapas de Campinas y Vitória, el tercer lugar en las etapas de Porto Alegre, São José y João Pessoa y el cuarto lugar en la etapa de Niterói, juntos disputaron la primera edición de la Super Praia A 2014 y terminaron en quinto lugar.
En las competencias 2015-16 jugó junto a Bárbara Seixas, ganando el título de Super Praia A 2015 en Maceió, también alcanzó el quinto lugar en la etapa de Fortaleza, cuarto lugar en la etapa de Recife, bronce en la etapa João Pessoa y fue subcampeón en la etapa de Belo Horizonte además de los títulos en la etapa de Bauru, subcampeón en la etapa de Contagem y tercer lugar en la etapa de Goiânia Juntos también compitieron en las etapas del Mundial Circuito, alcanzando el n.º 9 en los Grand Slams de Moscú y Long Beach; quinta posición en los Masters de Porec y Gstaad y también en el Grand Slam de Olsztyn; aún obtuvo el subcampeonato en la Major Series de Stavanger, en el Grand Slam de Yokohama y en el Aberto de Río de Janeiro; ganando el Abierto de Praga y el Grand Slam de San Petersburgo.
En 2015, ganó una medalla de oro sin precedentes en el Campeonato Mundial de Voleibol de Playa en La Haya, Países Bajos, y Ághata fue galardonada como MVP (Mejor Jugadora) del campeonato, por la hazaña obtenida también fue condecorada por la Marina de Brasil, de la cual tiene el grado de sargento y meses después de esta conquista fueron medallistas de bronce en las Finales del World Tour en el mismo año, y obtiene el título de la temporada 2015 del World Tour, siendo premiada junto a Bárbara Seixas como la Mejor Pareja del año por la FIVB y fueron convocadas a la selección brasileña de Voleibol de Playa para competir en los Juegos Olímpicos de 2016 en Río de Janeiro.

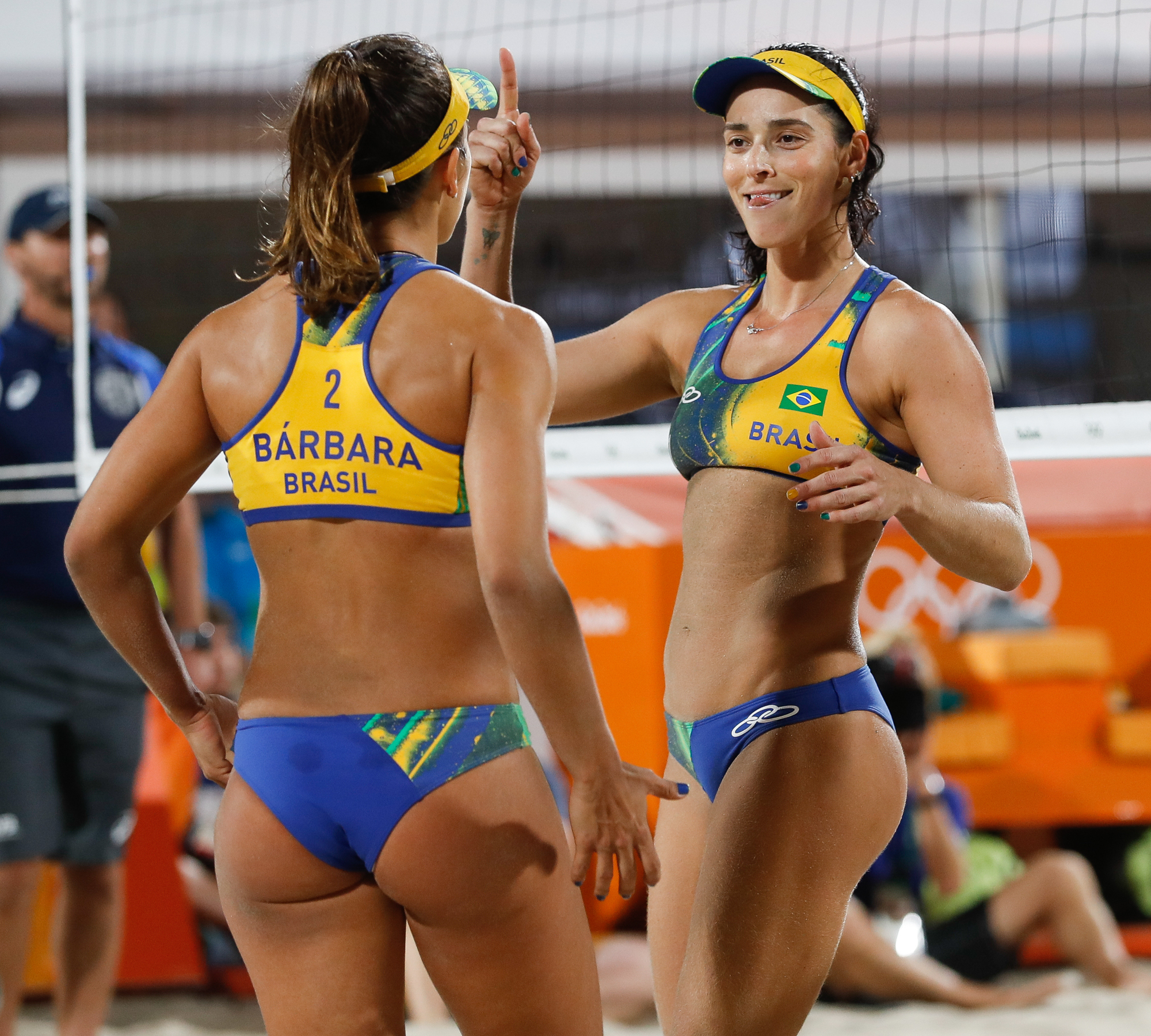
Ágatha (derecha) junto a Bárbara Seixas (de espaldas, izquierda) durante la final de voleibol de playa en los Juegos Olímpicos de Río de Janeiro 2016.

En la temporada 2016 siguió compitiendo junto a Bárbara Seixas, conquistando el título en la etapa João Pessoa, y ganó el segundo campeonato de Super Praia A en la ciudad de João Pessoa.
En el World Tour 2016, junto a Bárbara Seixas, alcanzó el decimoséptimo puesto en el Grand Slam de Moscú, el noveno puesto en el Aberto de Fortaleza, en el Grand Slam de Olsztyn y también en las Major Series de Porec; alcanzó el quinto lugar en el Grand Slam de Río de Janeiro, tercer lugar en el Aberto de Maceió, subcampeón en las Major Series de Hamburgo. En 2017, junto a Duda Lisboa, ganó por primera vez para la variante femenina la medalla de oro de la segunda edición del Campeonato Mundial de Voleibol de Playa en 2017 en Río de Janeiro y también ganó la medalla de plata en la edición mundial FIVB. Finales del Tour 2017 jugadas en Hamburgo.

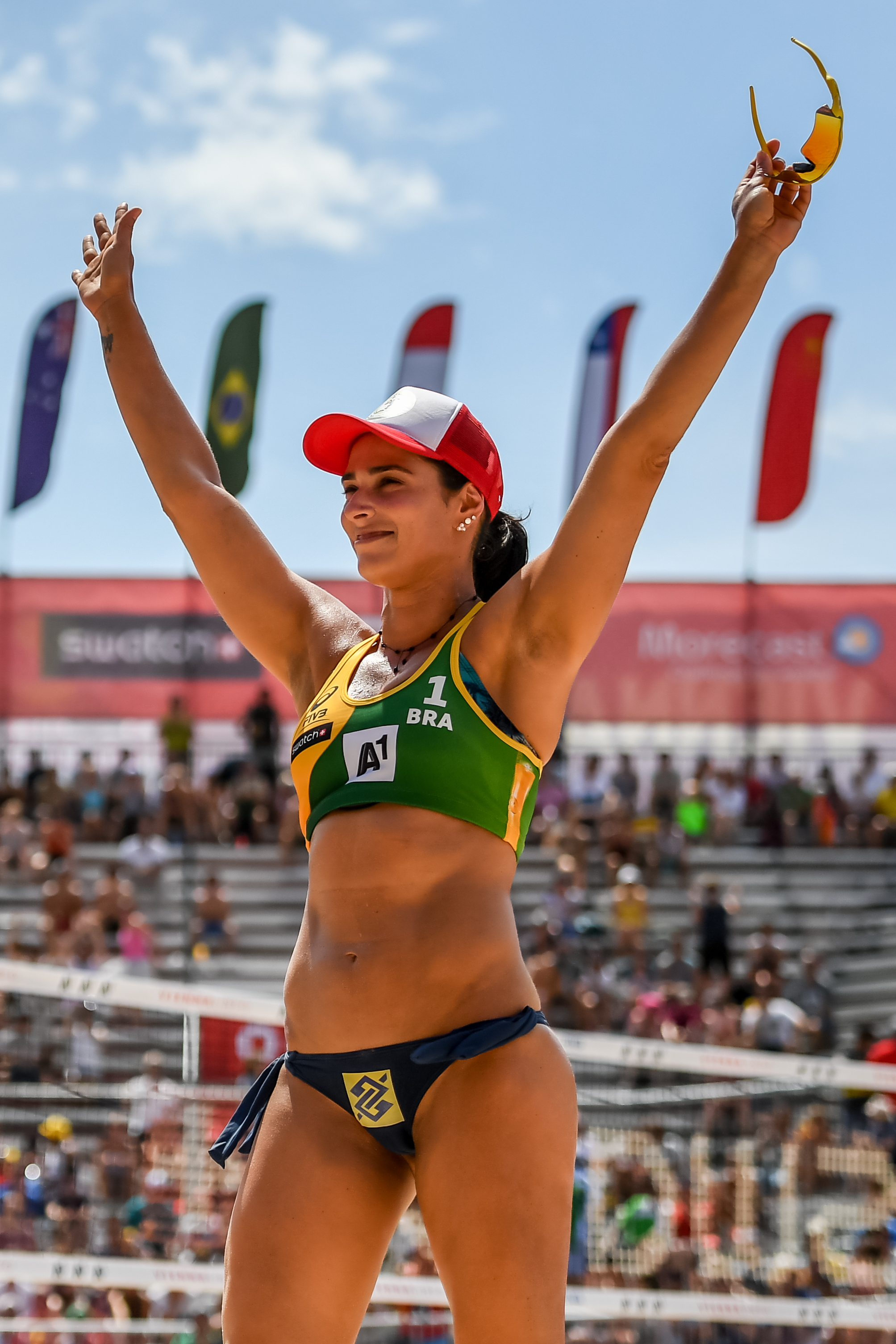
Ágatha durante el Campeonato Mundial de Vóley Playa de 2017.

En la semifinal de los Juegos Olímpicos de Río de Janeiro 2016, Ágata y Bárbara vencieron al equipo estadounidense formado por April Ross y la tricampeona olímpica Kerri Walsh, que nunca había perdido un partido en unos Juegos Olímpicos. Finalmente obtuvieron la medalla de plata cuando fueron derrotados en el partido final por el dúo alemán Laura Ludwig y Kira Walkenhorst.
Después de los Juegos Olímpicos, compitió junto a Carolina Solberg y quedó tercero en Curitiba y en la tercera etapa en Uberlândia del Circuito Banco do Brasil Open 2016-17, alcanzando el cuarto lugar y anunciando una sociedad con Duda Lisboa, ganaron el título de etapa de João Pessoa, fueron subcampeones en las etapas de Maceió y Aracaju y el tercer lugar en la etapa de Vitória, al final en la clasificación general terminaron en la octava posición; terminando la temporada con el título de Superpraia 2017 celebrada en Niteroi.
En la edición de 2018 de las Finales del Circuito Mundial FIVB celebradas en Hamburgo, ganaron la medalla de oro junto a Duda Lisboa y fueron el doble campeón de todo el Circuito Mundial 2018.
Participó en los Juegos Olímpicos de Tokio 2020.